# Aravane Rezaï
Aravane Rezaï (Saint-Étienne, 14 de març de 1987) és una jugadora de tennis professional iraniana i francesa.
En el seu palmarès hi ha quatre títols individuals del circuit WTA.

## Biografia
Filla de Nouchine i Arsalan, ambdós d'origen iranià que es van traslladar a França, on va néixer Aravane. Té dos germans: Caminde i Anauch. Va començar a jugar a tennis amb vuit anys després d'haver fet de recullapilotes durant els entrenaments del seu germà gran.

## Palmarès

### Individual: 7 (4−3)
| Abans de 2009                                        | Després de 2009         |
| ---------------------------------------------------- | ----------------------- |
| Grand Slam (0−0)                                     |                         |
| WTA Tour Championships (0−0)                         |                         |
| WTA Tournament of Champions / WTA Elite Trophy (1−0) |                         |
| Tier I (0−0)                                         | Premier Mandatory (1−0) |
| Tier II (0−0)                                        | Premier 5 (0−0)         |
| Tier III (0−1)                                       | Premier (0−0)           |
| Tier IV i V (0−1)                                    | International (2−1)     |

| Títols per superfície |
| --------------------- |
| Dura (1−2)            |
| Gespa (0−0)           |
| Terra batuda (3−1)    |

| Resultat   | Núm. | Data                  | Torneig                                  | Superfície   | Oponent           | Marcador              |
| ---------- | ---- | --------------------- | ---------------------------------------- | ------------ | ----------------- | --------------------- |
| Finalista  | 1.   | 26 de maig de 2007    | Istanbul, Turquia                        | Terra batuda | Ielena Deméntieva | 6−7(5), 0−3, retirada |
| Finalista  | 2.   | 5 de gener de 2008    | Auckland, Nova Zelanda                   | Dura         | Lindsay Davenport | 2−6, 2−6              |
| Guanyadora | 1.   | 23 de maig de 2009    | Estrasburg, França                       | Terra batuda | Lucie Hradecká    | 7−6(2), 6−1           |
| Guanyadora | 2.   | 8 de novembre de 2009 | Tournament of Champions, Bali, Indonèsia | Dura (i)     | Marion Bartoli    | 7−5, retirada         |
| Guanyadora | 3.   | 16 de maig de 2010    | Madrid, Espanya                          | Terra batuda | Venus Williams    | 6−2, 7−5              |
| Guanyadora | 4.   | 11 de juliol de 2010  | Båstad, Suècia                           | Terra batuda | Gisela Dulko      | 6−3, 4−6, 6−4         |
| Finalista  | 3.   | 27 d'agost de 2011    | Dallas, Estats Units                     | Dura         | Sabine Lisicki    | 2−6, 1−6              |

## Trajectòria

### Individual
| Open d'Austràlia | A   | A   | A  | 1R | 3R | 1R | 2R | 1R  | 1R  | A   | Q1  | 0 / 6 | 3 – 6 |
| Roland Garros | A   | 2R  | 3R | 1R | 1R | 4R | 3R | 1R  | 1R  | 1R  | A   | 0 / 9 | 8 – 9 |
| Wimbledon | A   | A   | A  | 3R | 1R | 2R | 2R | 1R  | Q2  | Q1  | A   | 0 / 5 | 4 – 5 |
| US Open | A   | A   | 4R | 2R | 2R | 1R | 2R | 1R  | Q1  | A   | A   | 0 / 6 | 6 – 6 |
| Rànquing a final d'any | 497 | 189 | 49 | 80 | 74 | 26 | 19 | 113 | 169 | 513 | 887 |       |       |
| Llegenda: G: Guanyadora; F: Finalista; SF: Semifinalista; QF: Quarts de final; Q: Qualificació; A: Absent; RR: Round Robin; |     |     |    |    |    |    |    |     |     |     |     |       |       |

### Dobles femenins
| Open d'Austràlia | A  | 1R  | 1R  | A   | 1R  | A   | A  | A   | 0 / 3 | 0 – 3 |
| Roland Garros | A  | 1R  | 3R  | 1R  | 2R  | 2R  | 1R | 1R  | 0 / 7 | 4 – 7 |
| Wimbledon | A  | 1R  | 2R  | 1R  | 2R  | 1R  | A  | A   | 0 / 5 | 2 – 5 |
| US Open | 1R | 1R  | 2R  | 1R  | 1R  | A   | A  | A   | 0 / 5 | 1 – 5 |
| Rànquing a final d'any | –  | 850 | 126 | 861 | 159 | 359 | –  | 786 |       |       |
| Llegenda: G: Guanyadora; F: Finalista; SF: Semifinalista; QF: Quarts de final; Q: Qualificació; A: Absent; RR: Round Robin; |    |     |     |     |     |     |    |     |       |       |